# (22151) Davebracy
(22151) Davebracy est un astéroïde de la ceinture principale d'astéroïdes.

## Description
(22151) Davebracy est un astéroïde de la ceinture principale d'astéroïdes. Il fut découvert le 21 novembre 2000 à Socorro (Nouveau-Mexique) par le projet LINEAR. Il présente une orbite caractérisée par un demi-grand axe de 2,94 UA, une excentricité de 0,09 et une inclinaison de 1,1° par rapport à l'écliptique.

## Compléments